# Флорестан I (князь Монако)
Флорестан I (10 октября 1785, Париж — 20 июня 1856, Париж) — девятый князь Монако с 1841 по 1856 год из династии Гримальди.

## Биография
Князь был сыном Оноре IV и Луизы д’Омонт, герцогини Мазарини, его старший брат Оноре V был его предшественником на троне Монако.
Он женился 27 ноября 1816 года в Коммерси на Марии Каролине Жибер де Лемец (1793—1879). Дети:
- Карл III (1818—1889);
- Флорестина Габриэлла Антуанетта (1833—1897).

Флорестан не рассматривался как наследник трона. В молодости он был актёром театра «Де л’Амбигу-Комик», но после смерти старшего брата Оноре V получил титул князя. Реальная власть находилась в руках его жены Каролины, женщины умной и энергичной. Ей на пару с мужем удалось поправить финансовые дела княжества. Учитывая напряжённую политическую обстановку в странах Европы в середине XIX века и следуя демократическим настроениям народа, Флорестан дважды пытался ввести в действие Конституцию, но оба раза попытка была неудачной. Особенно недовольны были жители Ментоны. Наконец, в 1848 году Флорестан решил отречься от престола в пользу сына Карла, но было уже поздно. Города Ментона и Рокебрюн провозгласили себя свободными. Таким образом, Монако лишилось 80 % своей территории. Вплоть до 1861 года политический статус этих городов оставался неопределённым, пока, наконец, Монако официально не передало их Франции. Флорестан был арестован революционерами и некоторое время сидел в тюрьме.
Похоронен в соборе Святого Николая в Монако.